# Celatone

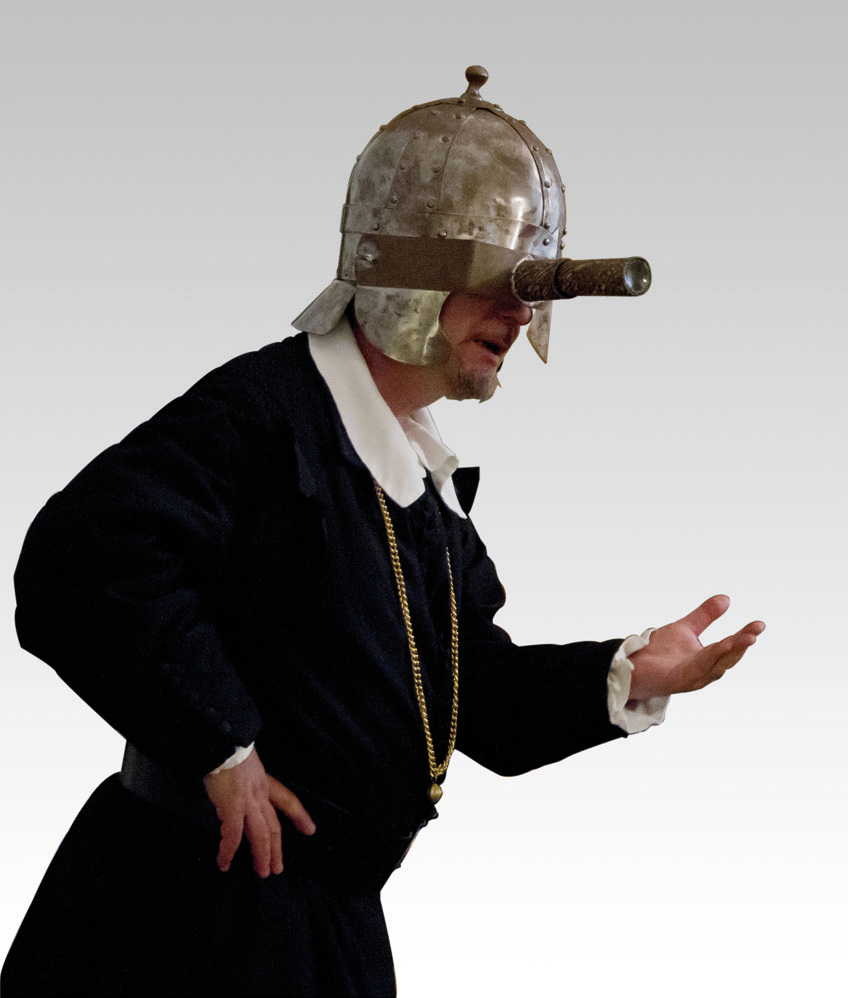
Utilizando el celatone

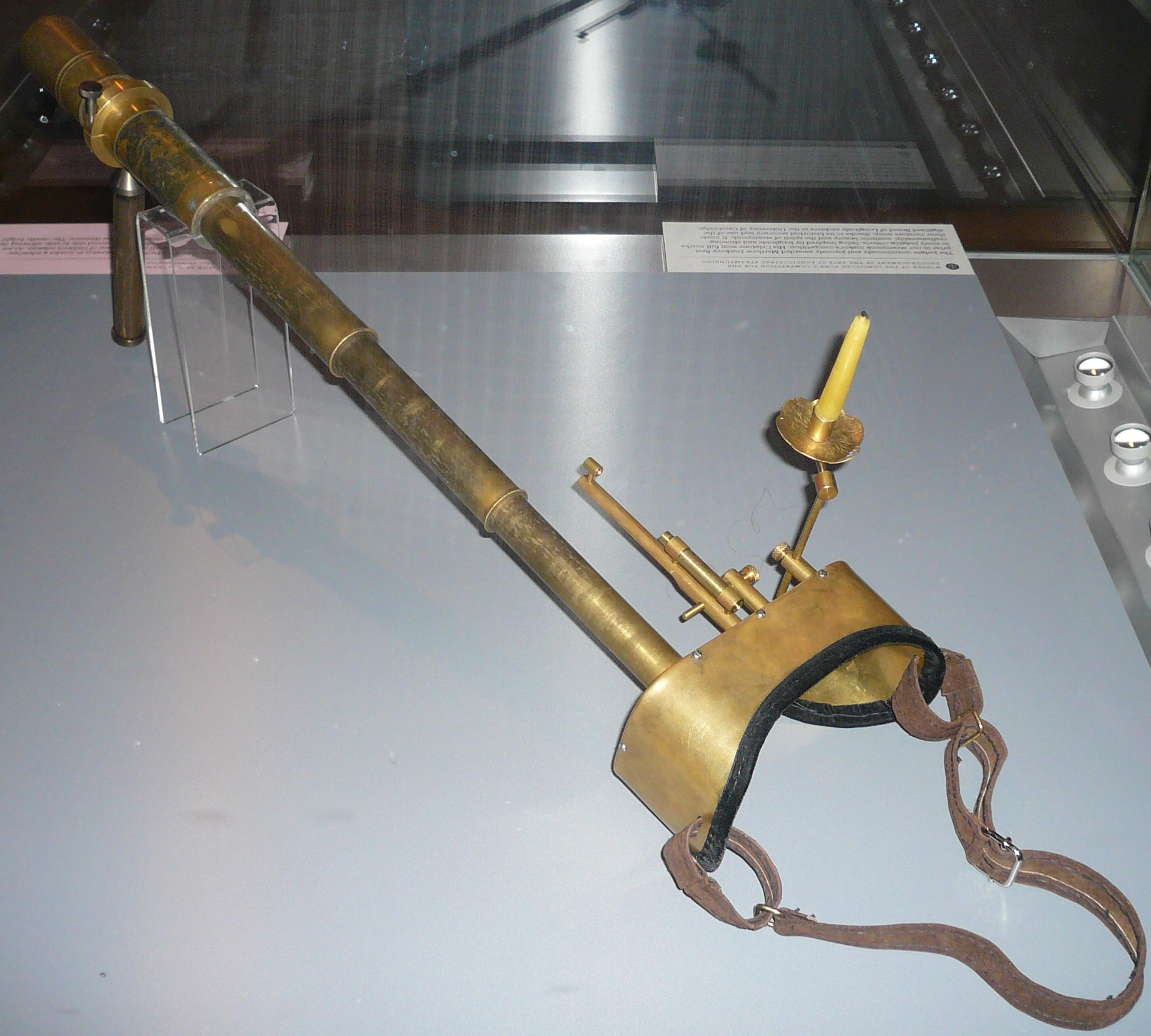
Ejemplar de un celatone creado por Matthew Dockrey exhibido en el Museo del Observatorio Real de Greenwich, Reino Unido

El celatone fue una herramienta inventada por Galileo Galilei para observar las lunas de Júpiter con el propósito de medir la longitud geográfica en alta mar. Consistía en un objeto con forma de casco al que se incorporó un telescopio en el lugar por donde se puede observar con uno de los ojos.

## Historia
Con el fin de utilizar los satélites de Júpiter como un reloj para determinar la longitud en el mar, observando con un telescopio desde la cubierta de un barco en movimiento, Galileo Galilei ideó un dispositivo al que llamó celatone. Se componía de un casco de metal al que, por medio de un visor especial, se fijaba un pequeño monocular. El visor estaba articulado por los lados del casco, de manera que se podía regular con el fin de alinear el eje del telescopio con el ojo del observador. De esta manera, dado que la cabeza puede ajustar continuamente su objetivo a los movimientos bruscos de la nave, el planeta estaría enmarcado constantemente en el campo del telescopio.
Posteriormente Galileo concibió una solución alternativa. Imaginó un recipiente con forma semiesférica, sobre el que podía colocarse el marinero que fuera a realizar la observación. El recipiente flotaría sobre un tanque con un diámetro ligeramente mayor también de forma semiesférica que contendría aceite, con el fin de minimizar la cantidad de aceite necesaria para que flotase el recipiente interior. El baño de aceite, tal como un cardán, neutralizaría las oscilaciones del barco, manteniendo una posición estable del observador.

## Versiones modernas
En el año 2013, Matthew Dockrey creó una réplica del celatone, utilizando las notas de otra versión creada por Samuel Parlor. Desde abril de 2014 a enero de 2015, el celatone de Dockrey fue exhibido en el Real Observatorio de Greenwich (Londres).